# Piesarthrius gearyi
Piesarthrius gearyi là một loài bọ cánh cứng trong họ Cerambycidae.